# Médaille Thomas-Keller
 (février 2022).
Si vous disposez d'ouvrages ou d'articles de référence ou si vous connaissez des sites web de qualité traitant du thème abordé ici, merci de compléter l'article en donnant les références utiles à sa vérifiabilité et en les liant à la section « Notes et références ».
La Médaille Thomas-Keller est un prix décerné par la Fédération internationale des sociétés d'aviron (FISA) aux sportifs qui se sont distingués pour leur remarquable carrière dans l'aviron.
C'est la plus haute récompense de ce sport et elle est attribuée après la retraite sportive de l'athlète, dans un délai maximum de cinq années.
Ce prix, baptisé Thomas Keller (en), honore celui qui a été le président de la FISA de 1958 jusqu'à sa mort, en 1989.

## Liste des récipiendaires
| Année | Athlète            | Pays        | Biographie |
| ----- | ------------------ | ----------- | ---------- |
| 1990  | Alf Hansen         | Norvège     |            |
| 1991  | Thomas Greiner     | Allemagne   |            |
| 1994  | Yuriy Pimenov      | Russie      |            |
| 1996  | Francesco Esposito | Italie      |            |
| 1996  | Nikolay Pimenov    | Russie      |            |
| 1996  | Rolf Thorsen       | Norvège     |            |
| 1997  | Carmine Abbagnale  | Italie      |            |
| 1997  | Giuseppe Abbagnale | Italie      |            |
| 1997  | Thomas Lange       | Allemagne   |            |
| 1997  | Jana Sorgers       | Allemagne   |            |
| 1998  | Roland Baar        | Allemagne   |            |
| 1998  | Kerstin Köppen     | Allemagne   |            |
| 1999  | Kathleen Heddle    | Canada      |            |
| 1999  | Silken Laumann     | Canada      |            |
| 2001  | Steve Redgrave     | Royaume-Uni |            |
| 2002  | Marnie McBean      | Canada      |            |
| 2003  | Peter Antonie      | Australie   |            |
| 2004  | Nico Rienks        | Pays-Bas    |            |
| 2005  | Matthew Pinsent    | Royaume-Uni |            |
| 2006  | Agostino Abbagnale | Italie      |            |

| Année | Athlète                 | Pays             | Biographie |
| ----- | ----------------------- | ---------------- | ---------- |
| 2007  | Mike McKay              | Australie        |            |
| 2008  | Elisabeta Lipă          | Roumanie         |            |
| 2009  | Kathrin Boron           | Allemagne        |            |
| 2010  | James Tomkins           | Australie        |            |
| 2011  | Jüri Jaanson            | Estonie          |            |
| 2012  | Václav Chalupa          | Tchéquie         |            |
| 2013  | Eskild Ebbesen          | Danemark         |            |
| 2014  | Drew Ginn               | Australie        |            |
| 2015  | Iztok Čop               | Slovénie         |            |
| 2016  | Caroline Evers-Swindell | Nouvelle-Zélande |            |
| 2016  | Georgina Evers-Swindell | Nouvelle-Zélande |            |
| 2017  | Katherine Grainger      | Royaume-Uni      |            |
| 2018  | Hamish Bond             | Nouvelle-Zélande |            |
| 2018  | Eric Murray             | Nouvelle-Zélande |            |
| 2019  | Kim Brennan             | Australie        |            |
| 2020  | Non attribuée           | Non attribuée    |            |
| 2021  | Olaf Tufte              | Norvège          |            |
| 2022  | Mahé Drysdale           | Nouvelle-Zélande |            |
| 2023  | Caryn Davies            | États-Unis       |            |
| 2024  | Richard Schmidt         | Allemagne        |            |